# James Ledgard
Pas d'image ? Cliquez ici

a Compétitions nationales et continentales officielles uniquement.

b Matchs officiels uniquement.
James « Jimmy » A. Ledgard (né le 9 juin 1922 et mort le 26 janvier 2007) est un joueur international anglais de rugby à XIII. Cet arrière a joué pour Dewsbury et Leigh. Avec l'équipe de Grande-Bretagne, il remporte la coupe du monde 1954 dont il est le meilleur réalisateur avec 29 points.

## Palmarès
- Collectif:
  - Vainqueur de la Coupe du monde : 1954 (Grande-Bretagne).
  - Vainqueur de la Coupe d'Europe des nations : 1947 et 1948 (Grande-Bretagne).
  - Vainqueur de la Coupe d'Europe des nations : 1949 et 1952 (Grande-Bretagne).
  - Finaliste du Championnat d'Angleterre : 1947 (Dewsbury).
- Individuel :
  - Meilleur marqueur de points de la Coupe du monde : 1954 (Grande-Bretagne).